# Whitespace

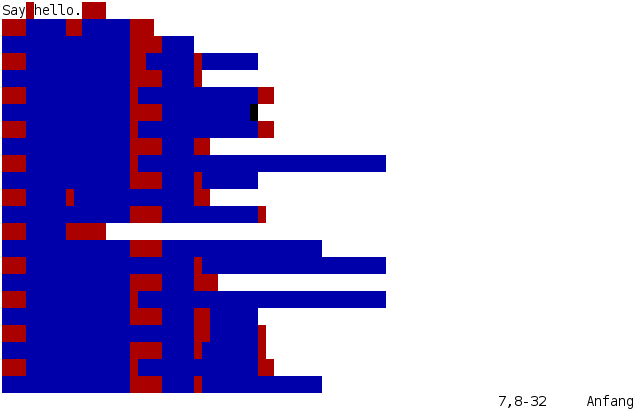
Ukázka programu ve Whitespace s barevným zvýrazněním syntaxe

Whitespace je humorný ezoterický programovací jazyk vytvořený Edwinem Bradym a Chrisem Morrisem, představený 1. dubna 2003. Veškerá syntaxe jazyka sestává z bílých znaků (mezer, tabulátorů a konců řádek; anglicky se označují jako whitespace, odtud název), veškeré jiné znaky (písmena, čísla, symboly atd.) jsou ignorovány.
Whitespace je imperativní jazyk běžící na virtuálním stroji v podobě zásobníkového počítače vybaveného haldou.

## Syntaxe
Program je tvořen posloupností příkazů, z nichž každý sestává z řetězce významných symbolů (mezerník SP, tabulátor TAB, znak konce řádky LF), jiné symboly jsou zcela ignorovány. Před každým příkazem je označení typu příkazu:
| Označení | Typ příkazu              |
| -------- | ------------------------ |
| SP       | Manipulace se zásobníkem |
| TAB SP   | Aritmetický příkaz       |
| TAB TAB  | Práce s haldou           |
| LF       | Řídící příkazy           |
| TAB LF   | Vstup/výstup             |

Čísla (která se vyskytují jako parametry některých příkazů) mohou být libovolně velká, zadávají se v binárním zápisu jako posloupnost znaků SP a TAB (reprezentující 0, resp. 1) a ukončená znakem LF. První znak určuje znaménko – číslo začínající SP je kladné, číslo začínající TAB je záporné.
Návěští jsou tvořena libovolnou posloupností znaků SP a TAB ukončenou LF. Tyto posloupnosti musí být jednoznačné (nesmí se v programu opakovat).

### Instrukce pro práci se zásobníkem
Na zásobník lze ukládat celá čísla libovolné velikosti.
| Příkaz | Parametr | Význam                                                         |
| ------ | -------- | -------------------------------------------------------------- |
| SP     | Číslo    | Uložit číslo na zásobník.                                      |
| LF SP  | —        | Zduplikovat číslo na vrcholu zásobníku.                        |
| TAB SP | Číslo    | Okopírovat n-tou položku zásobníku na jeho vrchol.             |
| LF TAB | —        | Zaměnit horní dvě položky zásobníku.                           |
| LF LF  | —        | Zahodit vrchní položku zásobníku.                              |
| TAB LF | Číslo    | Zahodit n položek ze zásobníku těsně pod vrchní (tu ponechat). |

### Aritmetické instrukce
Ve Whitespace se pracuje pouze s celými čísly, v aktuální verzi nejsou čísla s plovoucí řádovou čárkou podporována.
Aritmetické instrukce provedou zadanou operaci se dvěma vrchními čísly, která ze zásobníku vyjmou, a výsledek uloží na zásobník. První (hlouběji) uložené číslo je považováno za levý operand.
| Příkaz  | Parametr | Význam                        |
| ------- | -------- | ----------------------------- |
| SP SP   | —        | Sčítání                       |
| SP TAB  | —        | Odčítání                      |
| SP LF   | —        | Násobení                      |
| TAB SP  | —        | Celočíselné dělení            |
| TAB TAB | —        | Zbytek po celočíselném dělení |

### Instrukce přístupu k haldě
Halda je adresována celými čísly uloženými na vrcholu zásobníku. Při čtení je adresa na zásobníku nahrazena hodnotou z haldy, při zápisu je adresa a hodnota ze zásobníku přečtena a vyjmuta.
| Příkaz | Parametr | Význam          |
| ------ | -------- | --------------- |
| SP     | —        | Zapsat na haldu |
| TAB    | —        | Přečíst z haldy |

### Řídící instrukce
| Příkaz  | Parametr | Význam                                                       |
| ------- | -------- | ------------------------------------------------------------ |
| SP SP   | Návěští  | Návěští – označení místa v programu                          |
| SP TAB  | Návěští  | Volání podprogramu                                           |
| SP LF   | Návěští  | Nepodmíněný skok na návěští                                  |
| TAB SP  | Návěští  | Podmíněný skok – pokud je na vrcholu zásobníku nula          |
| TAB TAB | Návěští  | Podmíněný skok – pokud je na vrcholu zásobníku záporné číslo |
| TAB LF  | —        | Konec podprogramu, návrat za volající instrukci              |
| LF LF   | —        | Konec programu (povinná instrukce)                           |

### Instrukce vstupu a výstupu
Whitespace obsahuje instrukce umožňující komunikaci s uživatelem. Instrukce pro vstup ukládají přečtené hodnoty do haldy, na adresu obsaženou na zásobníku.
| Příkaz  | Parametr | Význam                                                            |
| ------- | -------- | ----------------------------------------------------------------- |
| SP SP   | —        | Vypsat znak na vrcholu zásobníku                                  |
| SP TAB  | —        | Vypsat číslo na vrcholu zásobníku                                 |
| TAB SP  | —        | Přečíst znak a uložit ho na adresu uvedenou na vrcholu zásobníku  |
| TAB TAB | —        | Přečíst číslo a uložit ho na adresu uvedenou na vrcholu zásobníku |